# Château d'Yville
Le château d'Yville est une demeure du début du XVIIIe siècle qui se dresse sur le territoire de la commune française d'Yville-sur-Seine, dans le département de la Seine-Maritime, en région Normandie.
Le château, propriété privée, est inscrit au titre des monuments historiques.

## Localisation
Le château est situé, sur une terrasse d'où l'on découvre un méandre de la Seine, sur la commune d'Yville-sur-Seine, dans le département français de la Seine-Maritime.

## Historique
Il s'agit d'une demeure bâtie en 1708. 

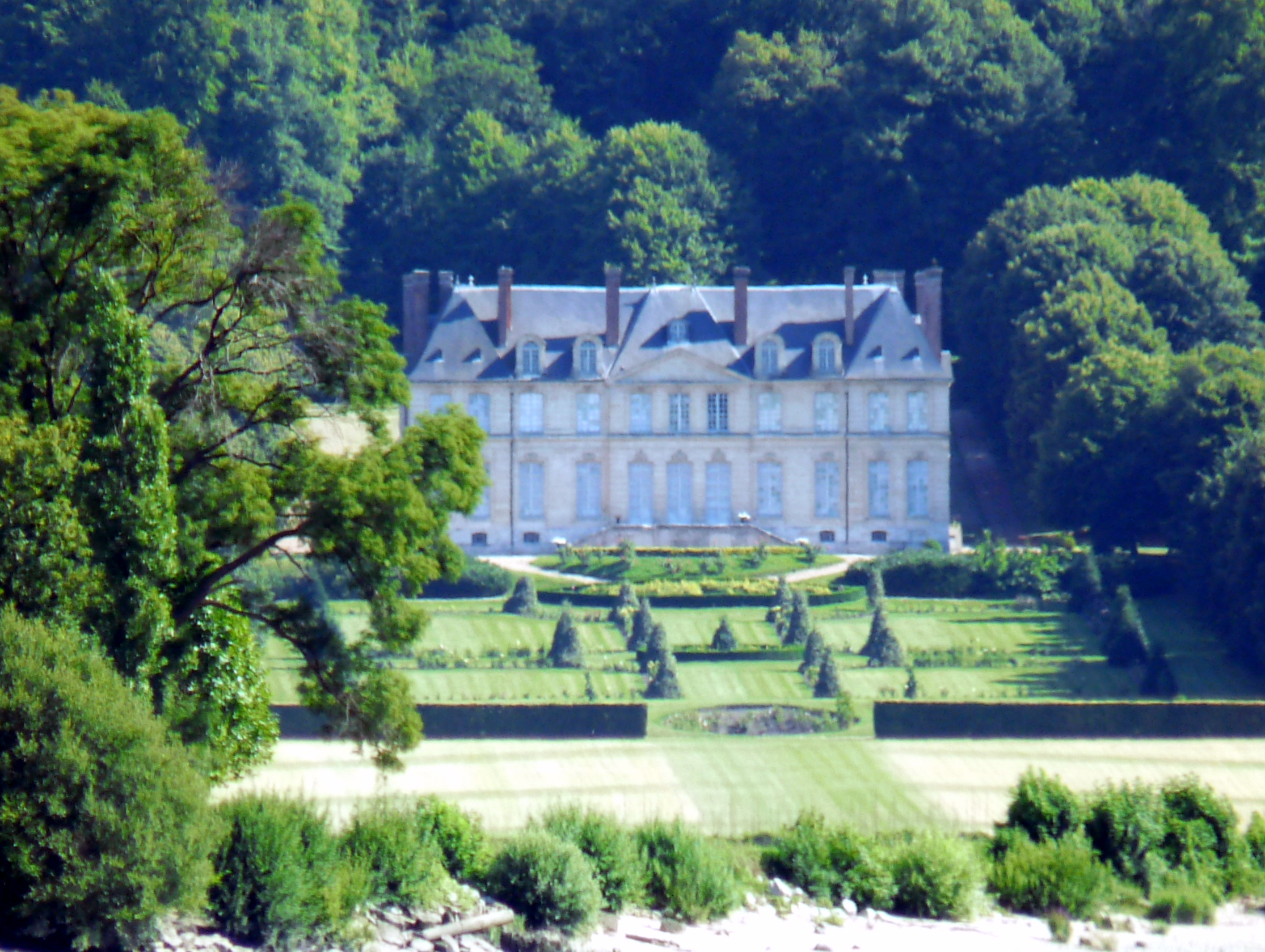
Le château d'Yville en 2013.

C’est au XIIIe siècle que la tradition fait remonter la fondation d'une chapelle à Pouillé, fief de Guillaume d'Yville. En 1407, Jacques de Trie rend aveu au roi pour le manoir seigneurial d'Yville avec un colombier, des granges, étables et jardins. Ce manoir sera détruit en 1708. 
En 1708, François Le Menu de Lanoé entreprend la reconstruction de la demeure, sur des plans « attribués » à Jules Hardouin-Mansart, mais la laisse inachevée. Les travaux sont interrompus en 1717, pour cause de faillite. Ses créanciers cèdent le château au financier John Law de Lauriston qui le posséda de 1720 à 1723, mais qui fut lui aussi déclaré en banqueroute. L'adjudication est continuée en 1723 au profit de Jean-Prosper Goujon, marquis de Gasville, intendant de Rouen. C'est l'architecte Jean-Jacques Martinet qui reprend les travaux entre 1723 et 1735 selon le devis rédigé par Flambart, intendant d’Yville, tandis qu’on s'occupe de replanter le jardin. Martinet choisira pour cela une belle pierre de taille en calcaire issue de la région, avec brique et pierre en remplissage bois et pan de bois.
L'ensemble est presque terminé en 1735 (on en est encore à la couverture d’ardoise et aux carreaux des fenêtres). Jean-Prosper Goujon de Gasville (1684-1755) s'y installe en 1742. La rampe de fer pour le grand escalier est commandée en 1766 à Louis Gérome Hegaux, maître serrurier à Caudebec.
Pierre Charles Auguste Goujon de Gasville épouse en 1785 Charlotte Marie de Malartic et, au XXe siècle, la propriété appartient à la famille Maurès de Malartic.
Le 19 juillet 1931, Arnauld de Maurès de Malartic, maire, y reçoit le ministre de l'agriculture André Tardieu, accompagné du préfet Joseph Desmars et du sénateur Gaston Veyssière.
En 1943, il sert de poste de commandement à la 21e Panzerdivision, puis à la 9e Panzerdivision.
En 1983, Michel Frances, un amoureux de meubles anciens et de châteaux, rachète la propriété et la restaure complètement pour y vivre avec son épouse, Claude, jusqu'à sa mort, en 1996. Le château sera vendu en 1997 à un Anglais, qui en est l'actuel propriétaire.

## Description
L'expertise menée par Gilles Hue, architecte à Pont-Audemer, signale que le château commencé au XVIIe siècle mesurait 66 pieds de long sur la face du jardin. Tout a été laissé à l'abandon et il faut réparer deux petits perrons de sortie de la cour du château pour aller au jardin d'honneur, réparer les communs, les basses-cours. Les jardins sont en très mauvais état : 300 arbres et six carrés sont signalés près du colombier. Les avenues de la cour d'honneur ont disparu.
En 1723 a lieu la visite de la chapelle du château solidement bâtie, éloignée de la demeure de 150 pieds et ayant 40 pieds de long sur 20 de large, quatre grandes fenêtres, deux du côté des bois de Mauny et deux du côté de la Seine, lambrissée en sapin, plafond ou voûte de plâtre : « Elle est sise dans la cour d'honneur ».

## Protection
Au titre des monuments historiques :
- le château est inscrit par arrêté du 7 octobre 1931 ;
- le domaine en totalité, soit l'ensemble du bâti, de la clôture, le parc et les perspectives ainsi que le parc à gibier sont inscrits par arrêté du 19 novembre 2002.

Le parc à gibier est situé dans l'Eure, sur la commune de Barneville-sur-Seine.